# Список дипломатических миссий Островов Кука
Список дипломатических миссий Островов Кука — перечень дипломатических миссий (посольств) и представительств Островов Кука в странах мира. Хотя Острова Кука находятся в свободной ассоциации с Новой Зеландией, государство имеет за рубежом три посольства (два из них являются высшими уполномоченными представительствами).

## Европа
- Бельгия
  - Брюссель (посольство)

## Океания
- Австралия
  - Канберра (высшее уполномоченное представительство)
- Новая Зеландия
  - Веллингтон (высшее уполномоченное представительство)
  - Окленд (генеральное консульство)

## Многосторонние организации
- Ланкастер (Международная морская организация)[1]

## Аккредитации
Некоторые посольства Островов Кука имеют некоторые дополнительные аккредитации:
- Европейский союз (посол в Бельгии)
- Фиджи (высший уполномоченный представитель в New Zealand)
- Иран (высший уполномоченный представитель в Австралии)
- Науру (высший уполномоченный представитель в Австралии)
- Папуа — Новая Гвинея (высший уполномоченный представитель в Австралии)

## Почётные консульства
- Австралия (Дэлмени, Сидней)
- Монако (Монако)[2]
- Норвегия (Осло)
- США (Лос-Анджелес)[3]